# Panopoda carneicosta
Panopoda carneicosta är en fjärilsart som beskrevs av Achille Guenée 1852. Panopoda carneicosta ingår i släktet Panopoda och familjen nattflyn. Inga underarter finns listade i Catalogue of Life.

## Bildgalleri

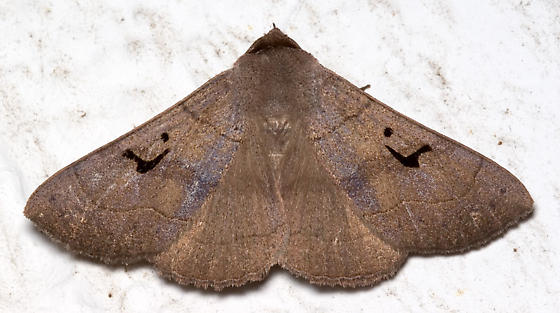